# Maurice de Gandillac
Maurice Patronnier de Gandillac (* 14. Februar 1906 in Koléa, Département Algier; † 20. April 2006 in Neuilly-sur-Seine, Département Hauts-de-Seine) war ein französischer Philosoph, Hochschullehrer und Übersetzer.

## Leben
Maurice de Gandillac stammte aus einer aristokratischen Familie, deren Stammsitz im Périgord ist. Er besuchte zusammen mit Jean-Paul Sartre, Paul Nizan und Maurice Merleau-Ponty die Classe préparatoire des Lycée Louis-le-Grand in Paris. Auch an der École normale supérieure, wo er lettres classiques (klassische Sprachen, Literatur, Philosophie) und Deutsch studierte, war er ein Kommilitone Sartres und Nizans. Seine Abschlussarbeit schrieb er über den Renaissance-Philosophen Nikolaus von Kues. Nach Erhalt der Lehrbefugnis für höhere Schulen (agrégation) unterrichtete er zunächst Philosophie am Lycée Pasteur in Neuilly-sur-Seine. Dann wirkte er von 1946 bis 1977 als Professor für Philosophie an der Sorbonne, wo er unter anderem Louis Althusser, Jean-François Lyotard, Gilles Deleuze, Michel Foucault und Jacques Derrida unterrichtete.

## Werk
Gandillac verfasste ein breit angelegtes philosophisches Werk, das Bücher über das Mittelalter, Dante, Cusanus und die Moderne umfasste. Er lieferte wichtige Übersetzungen der Werke Hegels, Nietzsches, Lukacs, Blochs und Benjamins ins Französische. Er war zudem Mitherausgeber des Nietzsche-Gesamtwerkes in Frankreich. Ein Großteil seiner Aufsätze wurde 1992 in dem Sammelband Genèses de la modernité publiziert. Zuvor, im Jahre 1985, erschien eine Festschrift zu seinen Ehren unter dem Titel L'art des confins. Seine Darstellung der Philosophie des Nikolaus von Kues erschien 1953 in deutscher Übersetzung. Der Philosoph Alois Dempf urteilte über dieses Werk: „Es ist schwerlich eine bessere Einführung in die Cusanische Geisteswelt auszudenken.“ Allerdings unterschätze Gandillac den Einfluss Meister Eckharts auf Cusanus.

## Veröffentlichungen (Auswahl)
- Dante. Présentation, choix de textes, chronologie bibliographique, index par Maurice de Gandillac. Éditions Seghers, Paris 1968. Collection Philosophes de tous les temps
- Thèmes alimentaires chez Marsile Ficin. In: J.-C. Margolin, R. Sauzet (Hrsg.): Pratiques et discours alimentaires à la Renaissance. Actes du colloque de Tours de mars 1979. Peris 1982, S. 37–39.
- Le siècle traversé. Souvenirs de neuf décennies. Albin Michel, Paris 1998, ISBN 2-226-10467-4.
- Genèses de la modernité: Les douze siècles où se fit notre Europe. De „La Cité de Dieu“ à „La Nouvelle Atlantide“. Editions du Cerf, Paris 1992, ISBN 2-204-04503-9.